# Simon Heins
Simon Heins, auch Heyns, Bruck, Pontanus (* um 1483 in Brück, Kurfürstentum Sachsen; † vor 25. September 1523 in Wittenberg), war ein katholischer Theologe.

## Leben
Simon aus Brück wurde als Sohn des Schultheiß, nachmaligen Bürgermeisters und Ackerbürgers Georgius Heinse, in dem Landstädtchen Brück bei Belzig geboren. Er wurde im Wintersemester 1502 in der neu errichteten Universität Wittenberg immatrikuliert, wo er Pfingsten 1504 Baccalaureus der sieben freien Künste wurde. Im Wintersemester 1506/07 wechselte er für kurze Zeit an die Universität Frankfurt (Oder) und ließ sich 1507 ständig in Wittenberg nieder. Hier erwarb er auf dem Elsterende ein Haus von dem Vorbesitzer Peter Berkow, das 1520 an Philipp Melanchthon überging.
Am 16. August 1508 erwarb er den akademischen Grad eines Magisters der Artes liberales und wurde im Folgejahr in den Senat der philosophischen Fakultät aufgenommen. 1510 übernahm er die Professur der großen Logik des Aristoteles nach Thomas von Aquin, wurde 1512 Konventor der Universität und im Sommersemester 1513 Dekan der philosophischen Fakultät. Er beteiligte sich am Aufbau des Hörsaals des neuen Collegiums. 1515/16 wurde er zum Stadtpfarrer der Wittenberger Stadtkirche und erwarb am 25. September 1516 den ersten theologischen Grad eines Baccalaureus biblicus.
Aufgrund seines schwächlichen Gesundheitszustandes musste er Pfingsten 1518 seine Logikprofessur aufgeben. In den Wirren der Wittenberger Bewegung beteiligte er sich neben Andreas Bodenstein und Justus Jonas der Ältere am 25. Dezember 1521 an der Ausgabe des Abendmahls in beiderlei Gestalt und legte daraufhin seine Benefiziaten nieder. Heins, der auch das Wittenberger Pfarrhaus erbaut hat, hatte sich in seinen letzten Lebenstagen aufgrund seiner Krankheit nicht mehr aktiv am Pfarrdienst beteiligt. Stattdessen hatte Martin Luther für ihn diese Aufgabe übernommen.
Der sächsische Politiker Gregor Brück, kursächsischer Kanzler der Reformationszeit, war sein jüngerer Bruder.